# Suscripción Nacional (Guerra de Cuba)
La Suscripción Nacional fue una campaña de recaudación de donaciones puesta en marcha en 1898 en España para sufragar los gastos de la guerra de Cuba.

## Faraján
En el diario El Liberal, del 23 de mayo de 1898, se da cuenta de lo recaudado en diversas poblaciones, entre ellas, Faraján:

El maestro de Faraján, D. Roque Ayala, nos envía las listas de la suscripción nacional verificada en las escuelas públicas de ambos sexos.

En aquel pueblo se ha verificado una solemne función religiosa por el triunfo de nuestras armas, y después se celebró una manifestación patriótica, que, presidida por el cura párroco, recorrió las principales calles dando vivas a España a la marina y al ejercito.

Lista de los recaudado con destino a los gasto de la guerra en la suscripción verifica en las escuelas públicas de ambos sexos de esta villa.

En la carta enviada por Roque Ayala se incluye la siguiente nota tras la enumeración de las personas que han colaborado en la escuela de niños:

Total general, 5 pesetas 21 céntimos
Resultado sumamente pequeño; pero comparado con el hambre que que los vecinos de este pueblo esperimentan en la época presente, resultaría fabuloso.